# A zsidókérdéshez
A zsidókérdéshez (eredetileg németül Zur Judenfrage) című írásmű Karl Marx 1843-as munkája. 1844 februárjában jelent meg a Deutsch-Französische Jahrbücher első és egyetlen duplaszámában Párizsban, német nyelven.

## A tanulmány gondolatmenete
Marx tanulmányában Bruno Bauer „A zsidókérdés” (1842) című művében és más írásaiban is hangoztatott nézeteit bírálta. Bauer azt állította, hogy a vallásos zsidóknak a többi németével egyenlő politikai jogokért folytatott harca értelmetlen, mert a zsidó és a keresztény vallás teológiai értelemben kizárja egymást, így Németországban, ahol a kereszténység államvallás, a zsidóság nem kaphat egyenlő politikai jogokat. Bauer logikája szerint a zsidóság politikai emancipációjának politikai feltétele a keresztény állam megszüntetése, vallási előfeltétele az ateizmus. Ebből azt a következtetést vonta le, hogy a zsidóknak le kell mondaniuk saját vallásukról. Marx így összegezte Bauer kérdésfelvetését:
„Hogyan oldja hát meg Bauer a zsidókérdést? Mi az eredmény? Egy kérdés megformulázása már a megoldása. A zsidókérdés kritikája válasz a zsidókérdésre. Az összefoglalás tehát a következő:
Önmagunkat kell emancipálnunk, mielőtt másokat emancipálhatunk.
A zsidó és a keresztény közötti ellentét legmerevebb formája a vallási ellentét. Hogyan oldunk meg egy ellentétet? Úgy, hogy lehetetlenné tesszük. Hogyan teszünk egy vallási ellentétet lehetetlenné? Úgy, hogy megszüntetjük a vallást. Mihelyt zsidó és keresztény felismerik, hogy szemben álló vallásaik csak az emberi szellem különböző fejlődési fokai, a történelem által levetett különböző kígyóbőrök, s hogy az ember ez a vedlő kígyó, akkor már nem vallási, hanem csak kritikai, tudományos viszonyban, emberi viszonyban vannak egymással. Akkor a tudomány az egységük. A tudományban pedig az ellentéteket maga a tudomány oldja meg.
A német zsidó főként egyáltalában a politikai emancipáció hiányába és az állam hangsúlyozottan keresztény voltába ütközik bele. Bauer nézete szerint azonban a zsidókérdésnek általános, a sajátosan német viszonyoktól független jelentősége van. Szerinte a zsidókérdés a vallás és az állam viszonyának, a vallási elfogultság és a politikai emancipáció közötti ellentmondásnak a kérdése. A vallástól való emancipációt feltételül szabja, mind a zsidónak, aki politikailag emancipálódni akar, mind az államnak, amelynek emancipálnia és magának is emancipálódnia kell.”

### Új kérdésfelvetés
Bauer gondolatmenetének összefoglalása végén Marx leleplezte a szerző dogmatikusságát, doktrinerségét, a kérdésfelvetést új, általános alapra helyezte, s magát a politikai emancipáció általa korlátozottnak tekintett fogalmát helyezte kritikai elemzése középpontjába, illetve összevetette az igazi perspektívát nyújtó emberi emancipációval:
„Bauer tehát egyrészt azt követeli, hogy a zsidó mondjon le a zsidóságról, egyáltalában az ember mondjon le a vallásról azért, hogy állampolgárilag emancipálódjék. Másrészt szerinte a vallás politikai megszüntetése következésképpen a vallás általában-való megszüntetését jelenti. Az az állam, amelynek a vallás előfeltétele, még nem igazi, nem valóságos állam. »Kétségtelen, hogy a vallási képzet garanciákat nyújt az államnak. De milyen államnak? Az állam mely fajtájának?« (97. old.)
Ezen a ponton kitűnik a zsidókérdés egyoldalú felfogása.
Korántsem elegendő azt vizsgálni: Kinek kell emancipálnia? Kit kell emancipálni? A kritikának egy harmadik feladata is van. Azt kell kérdeznie: Mifajta emancipációról van szó? Milyen feltételek fakadnak a kívánt emancipáció lényegéből? Csak magának a politikai emancipációnak a kritikája a zsidókérdés lezáró kritikája és »a kor általános kérdésévé« való igazi feloldása.
Minthogy Bauer a kérdést nem emeli fel erre a szintre, ellentmondásokba keveredik. Olyan feltételeket szab, amelyek nem magából a politikai emancipáció lényegéből fakadnak. Olyan kérdéseket vet fel, amelyek nem tartoznak feladatához, és olyan feladatokat old meg, amelyek az ellőtte álló kérdést elintézetlenül hagyják. Ha Bauer a zsidók emancipációjának ellenzőiről azt mondja: »Csak az volt a hibájuk, hogy a keresztény államot mint az egyedül igazit előfeltételezték és nem vetették alá ugyanazon kritikának, amellyel a zsidóságot szemlélték« (3. old.), mi viszont Bauer hibáját abban látjuk, hogy ő csak a »keresztény államot«, nem pedig az »államot általában« veti alá kritikának, hogy nem vizsgálja meg a politikai emancipációnak az emberi emancipációhoz való viszonyát és ezért oly feltételeket szab, amelyek csak a politikai emancipációnak az általános emberi emancipációval való kritikátlan összecseréléséből magyarázhatók. Ha Bauer a zsidóktól azt kérdezi: Van-e jogotok, a ti álláspontotokból kiindulva, politikai emancipációt kívánni? akkor mi, megfordítva, azt kérdezzük: van-e joga a politikai emancipáció álláspontjának a zsidótól a zsidóság megszüntetését, az embertől egyáltalában a vallás megszüntetését követelni?” 

### A politikai emancipáció és a vallás
Marx a továbbiakban a zsidók politikai emancipációját Németország, Franciaország és az „észak-amerikai szabadállamok” tipikusként megjelenő példáján mutatta be. Mivel Németországban az állam és az egyház elválasztása még nem fejeződött be, IV. Frigyes Vilmos rendszerében az állam teológiai alapokon állt, a zsidó emancipáció kérdése teológiai kérdésként vetődött fel. Franciaországban az állam és egyház elválasztása előrehaladottabb fázisban volt, de a kereszténység még megtartotta az államvallás látszatát, így a zsidó emancipáció is tükrözi ezt a látszatot. Az „észak-amerikai szabadállamok” egy részében viszont teológiai tartalmát elvesztette, s helyette teljesen világi kérdésként jelent meg. A vallásszabadság megvalósulásának példája Bauer nézőpontját funkciótlanná tette, fellebbentette a fátylat korlátoltságáról. Ugyanakkor Marx rámutatott, hogy az „észak-amerikai szabadállamokban” a vallások nemcsak hogy nem tűntek el, hanem „eleven és életerős” létük vitathatatlan tény, csakúgy, mint az állam kiteljesedése, fejlettebb polgári szabadságjogi tartalma. Minthogy a vallás jelensége Marx számára egyfajta társadalmi fogyatékosságot mutatott – ebben Bauerrel közös nevezőn volt –, a fentiekből arra a következtetésre jutott, hogy nem a vallás határozza meg az állam jellegét, hanem éppen megfordítva, az állam a domináns, s a társadalmi korlátoltság oka az állam lényegében keresendő.
„Ha még a kiteljesedett politikai emancipáció hazájában is megtaláljuk a vallásnak nemcsak létezését, hanem eleven, életerős létezését, akkor bebizonyult, hogy a vallás megléte nem mond ellent az állam kiteljesedésének. Minthogy azonban a vallás megléte egy fogyatékosság megléte, ennek a fogyatékosságnak a forrását már csak magának az államnak a lényegében kereshetjük. A vallás a mi szemünkben nem oka többé, hanem csak jelensége a világi korlátoltságnak. Ezért a szabad állampolgárok vallási megkötöttségét világi megkötöttségükből magyarázzuk. Nem azt állítjuk, hogy meg kell szüntetniük vallási korlátoltságukat ahhoz, hogy megszüntessék világi korlátalkat. Azt állítjuk, hogy megszüntetik vallási korlátoltságukat, mihelyt megszüntetik világi korlátjukat. Nem változtatjuk át a világi kérdéseket teológiai kérdésekké. A teológiai kérdéseket változtatjuk át világi kérdésekké. A történelmet elég sokáig oldották fel babonává, most a babonát oldjuk fel történelemmé. A politikai emancipáció és a vallás viszonyának kérdése számunkra a politikai emancipáció és az emberi emancipáció viszonyának kérdésévé válik. Mi a politikai állam vallási gyöngéjét úgy bíráljuk, hogy a politikai államot, vallási gyöngéitől eltekintve, világi szerkezetében bíráljuk. Az állam és egy meghatározott vallás, például a zsidóság közti ellentmondást emberi síkra helyezzük, az állam és meghatározott világi elemek közti ellentmondássá, az állam és egyáltalában a vallás közti ellentmondássá, az állam és egyáltalában az előfeltételei közti ellentmondássá tesszük.
A zsidónak, a kereszténynek, egyáltalában a vallásos embernek a politikai emancipációja: az államnak a zsidóság, a kereszténység, egyáltalában a vallás alól való emancipációja. Az állam a maga formájában, a lényegének megfelelő sajátságos módon, mint állam, úgy emancipálja magát a vallás alól, hogy az államvallás alól emancipálja magát, vagyis úgy, hogy az állam mint állam semmilyen vallást nem vall, hogy az állam, ellenkezőleg, államnak vallja magát. A vallás alól való politikai emancipáció nem a végigvitt, az ellentmondás nélküli módja a vallás alól való emancipációnak, mert a politikai emancipáció nem a végigvitt, az ellentmondás nélküli módja az emberi emancipációnak.”

### A politikai emancipáció kritikájának elmélyítése
Marx ezek után folytatta a politikai emancipáció korlátozottságának kritikáját, melynek során tömören kifejtette elidegenedés elméletének a kreutznachi kéziratokban addig elért eredményeit, amihez a kiindulási pontot a vallási elidegenedés kritikája nyújtotta. Ezt Ágh Attila a következőképpen foglalta össze:
„Marx korántsem szűkíti le a politikai emancipáció korlátozottságának elemzését a vallás fennmaradására, mégis kétségtelen, hogy a vallás kérdése itt ismét központi jelentőséget nyer, nem önmagában, hanem a társadalmi problémák kifejezőjeként. A valláskritika egyáltalában, Marx egész munkásságában az »Évkönyvek«-ben éri el a tetőpontját. A vallás elsőrendű elméleti-politikai jelentősége – ahogy a »Bevezetés«-ben maga Marx kifejti – a német helyzetből adódik, amelyben a fennálló minden kritikájának a vallás kritikájából kellett kiindulnia. Az elidegenedés kritikájában is a vallás a kiindulópont, elméleti-módszertani modell, s egyben az elidegenedés »legfelsőbb rétege«, legkönnyebben megragadható formája. A vallás földi alapját, állami-társadalmi bázisát Marx már fejlődése legkorábbi szakaszában felfedi, s ahogy az elemzése mind mélyebb szintekbe bocsátkozik alá, a vallási elidegenedés is mind mélyebb megalapozást nyer, egészen a jelen periódusig, ahol a vallás világi alapjainak feltárása a polgári társadalomig hatol le. Ezzel a marxista valláskritika lényegében megalapozást nyert, azaz egyfelől a vallásnak az alapvető társadalmi szférák által való meghatározottságának felfedése már a fiatal Marx munkásságában megadja a valláskritika kibontakoztatásának lehetőségét, addig szükségszerűségét életre hívja másfelől a konkrét társadalmi-politikai szituáció. Marx érett munkásságában viszont a vallás elveszíti már központi jelentőségét, s megoldott problémaként kikerül közvetlen érdeklődési köréből, a vallásra vonatkozó elemzései rövid utalásokká redukálódnak. A vallás tehát már igen korán »helyére kerül« a marxi rendszerben, és ezzel a továbbiakban elveszti különleges jelentőségét.”
Marx a politikai emancipáció korlátozottságának elemzését elmélyítve a következőkben áttért a magántulajdon problémájára. Thomas Hamiltonra, a polgári demokrácia nemesi kritikusára hivatkozva azt állította, hogy a választójogi cenzus eltörlése a magántulajdon politikai megszüntetése, ez azonban – fűzte tovább gondolatait Marx – csak a politika szférájában, elvont módon jelent megszüntetést, a „valóságos népélet” szférájában, a konkrét emberek körében éppen hogy kiteljesedés történt, s nemcsak a magántulajdon, hanem a születés, a műveltség, a foglalkozás különbségeinek terén sem valósult meg a konkrét megszüntetés:
„Mégis a magántulajdon politikai megszüntetése nemcsak hogy nem szüntette meg a magántulajdont, hanem még előfeltétellé is tette. Az állam a maga módján megszünteti a születés, a rend, a műveltség, a foglalkozás különbségét, amikor a születést, a rendet, a műveltséget, a foglalkozást nem-politikai különbségeknek jelenti ki, amikor e különbségekre való tekintet nélkül a nép minden tagját a népszuverenitás egyenlő részesévé nyilvánítja, amikor a valóságos népélet minden elemét az állami szempontból kezeli. Mindazonáltal az állam engedi, hogy a magántulajdon, a műveltség, a foglalkozás a maguk módján, azaz mint magántulajdon, mint műveltség, mint foglalkozás hassanak és érvényesítsék különös lényegüket. Távol áll tőle, hogy ezeket a tényleges különbségeket megszüntesse, sőt csak ezeknek az előfeltételezése mellett létezik, csak ezekkel az elemeivel való ellentétében érzi magát politikai államnak és érvényesíti általánosságát.”

### Az elidegenedés
Marx ezt követően vázolta elidegenedés-elméletének korai formáját, melyet akkoriban, A hegeli jogfilozófia kritikájából című munkájában dolgozott ki. Állítása szerint az emberi lét és emberi lényeg – utóbbit még az ember nembeli élete fogalmával [Gattungsleben] fejezett ki, – elkülönül, ellentmondásba kerül egymással. A polgári társadalom testesíti meg az ember konkrét, önző, „nem emberi” létét, míg a politikai állam tőle elkülönülten képviseli közösségi lény [Gemeinwesen] mivoltát, emberi lényegét. Szakadás keletkezik a politikai állam és a polgári társadalom, az általános érdek és magánérdek között. A valódi, konkrét lét önző, burzsoá létként tételeződik, míg a citoyen, az állampolgár csak annak „politikai oroszlánbőre”, jelmeze, ezért az emberi lényeg csak látszatként valósul meg, ténylegesen nem:
„A kiteljesedett politikai állam, lényegét tekintve, az embernek emberi nemi élete [Gattungsleben], ellentétben anyagi életével. Ennek az önző életnek összes előfeltételei az állami szférán kívül a polgári társadalomban továbbra is fennmaradnak, de a polgári társadalom tulajdonságaiként. Ahol a politikai állam elérte igazi kialakultságát, ott az ember nemcsak gondolatban, a tudatban, hanem a valóságban, az életben is kettős életet él, egy égit és egy földit, a politikai közösségben [Gemeinwesen] való életet, amelyben önmaga előtt közösségi lénynek [Gemeinwesen] számít, és a polgári társadalomban való életet, amelyben magánemberként tevékenykedik, a többi embert eszköznek tekinti, önmagát eszközzé alacsonyítja le és idegen erők játékszerévé válik. A politikai állam viszonya a polgári társadalomhoz éppen olyan spiritualisztikus, mint az égé a földhöz. Ugyanolyan ellentétben áll vele, ugyanolyan módon gyűri le, mint a vallás a profán világ korlátoltságát, azaz úgy, hogy ő is kénytelen a polgári társadalmat ismét elismerni, helyreállítani és magát uralmának alávetni. Az ember a maga legközelebbi valóságában, a polgári társadalomban, profán lény. Itt, ahol önmaga és mások számára valóságos egyéniségnek számít, nem-igazi jelenség. Az államban ellenben, ahol az ember emberi-nemi lénynek számít, ott imaginárius tagja egy képzeletbeli szuverenitásnak, meg van fosztva valóságos egyéni életétől és telítve van nem-valóságos általánossággal.
Az a konfliktus, amelyben az ember mint egy különös vallás követője szemben van a maga állampolgár-voltával, a többi emberrel mint a közösség tagjaival – e konfliktus a politikai állam és a polgári társadalom közötti világi szakadásra redukálódik. Az embernek mint burzsoának »az államban való élet csak látszat vagy pillanatnyi kivétel a lényeghez és a szabályhoz képest«. Igaz, hogy a burzsoá, éppen úgy, mint a zsidó, csak szofisztikusan marad az állami életben, mint ahogy a citoyen csak szofisztikusan marad zsidó vagy burzsoá; de ez a szofisztika nem személyi. Ez magának a politikái államnak a szofisztikája. A vallásos ember és az állampolgár közti különbség nem egyéb, mint a kereskedő és az állampolgár, a napszámos és az állampolgár, a földbirtokos és az állampolgár, az eleven egyén és az állampolgár közti különbség. A vallásos ember és a politikai ember közti ellentmondás ugyanaz az ellentmondás, amely a burzsoá és a citoyen, a polgári társadalom tagja és annak politikai oroszlánbőre között áll fenn.”
Igaz, hogy Marx korlátozottnak tekintette, s igen negatív színben tüntette fel a politikai emancipációt, de elismerte, hogy az fejlettebb viszonyokat hozott létre a feudalizmusnál. A polgári demokratizmustól való eltávolodását, illetve a kommunizmusra való fokozatos áttérését jelezte, hogy már nem az elidegenedés megszüntetésének kezdetét látta a kapitalizmusban, hanem az elidegenedés ellentmondásainak kiéleződését. „A politikai emancipáció mindenesetre nagy haladás, nem a végső formája ugyan az emberi emancipációnak egyáltalában, de a végső formája az emberi emancipációnak az eddigi világrenden belül.” – írta Marx, s ezzel arra célzott, hogy a teljes emberi emancipációhoz az „eddigi világrend”, a kapitalizmus meghaladásán keresztül vezet az út.

### Az „úgynevezett keresztény állam”
A fentiekből következik, hogy az „úgynevezett keresztény állam”, mely mögött felsejlik IV. Frigyes Vilmos állama, kevésbé kiteljesedett a kereszténység tekintetében, mint a demokratikus, az ateista állam, mely a vallást magánüggyé teszi. Az „úgynevezett keresztény államban” a kereszténység és az államiság formájában két olyan, egymást lényegileg kizáró elem kapcsolódik egybe, melyek akadályozzák egymás fejlődését, s ebből számtalan antagonisztikus ellentmondás származik:
„Bizony, nem az úgynevezett keresztény állam, amely a kereszténységet alapzatának, államvallásnak ismeri el és ezért más vallásokkal szemben kizáró módon viselkedik, nem ez az állam a kiteljesedett keresztény állam, hanem ellenkezőleg, az ateista állam, a demokratikus állam, az az állam, amely a vallást a polgári társadalom többi eleme közé száműzi. Annak az államnak, amely még teológus, amely még hivatalosan tesz hitvallást a kereszténység mellett, amely még nem meri magát államnak proklamálni, ennek az államnak még nem sikerült világi, emberi formában, a maga valóságában mint állam kifejeznie azt az emberi alapzatot, amelynek fellengzős kifejezése a kereszténység. Az úgynevezett keresztény állam egyszerűen csak a nem-állam, mert nem a kereszténység mint vallás, hanem csak a keresztény vallás mögötti emberi alap valósulhat meg valóban emberi alkotásokban.
Az úgynevezett keresztény állam az állam keresztény tagadása, de semmiképp sem a kereszténység állami megvalósítása. Az az állam, amely a kereszténységet még a vallás formájában hirdeti, az még nem az állam formájában hirdeti, hiszen még vallási viszonyban van a vallással, azaz nem valódi megvalósulása a vallás emberi alapjának, mert még ennek az emberi magnak nem-valóságosságára, imaginárius alakjára hivatkozik. Az úgynevezett keresztény állam a tökéletlen állam, s számára a keresztény vallás – tökéletlenségének kiegészítése és szentesítése. A vallás ezért szükségképpen eszközzé válik számára, és a keresztény állam a képmutatás állama. Nagy különbség van aközött, hogy a kiteljesedett állam az állam általános lényegében rejlő fogyatékosság miatt az előfeltételei közé számítja a vallást, és aközött, hogy a nem-kiteljesedett állam a különös létezésében rejlő fogyatékosság miatt, mint fogyatékos állam, a vallást az alapzatának nyilvánítja. Az utóbbi esetben a vallás tökéletlen politikává válik. Az előbbi esetben az mutatkozik meg a vallásban, hogy maga a kiteljesedett politika is tökéletlen. Az úgynevezett keresztény államnak szüksége van a keresztény vallásra ahhoz, hogy mint állam teljessé váljék. A demokratikus államnak, a valódi államnak, nincs szüksége a vallásra politikai teljessé válásához. Sőt, absztrahálhat a vallástól, mert benne a vallás emberi alapzata világi módon valósult meg. Ezzel szemben az úgynevezett keresztény állam politikailag viszonyul a valláshoz és vallásilag a politikához. Amikor az állami formákat látszattá degradálja, ugyanúgy látszattá degradálja a vallást.”

### A vallási elidegenedés
Ágh szerint: „Bármennyire is támadja a régi hévvel Marx a keresztény államot és rajta keresztül a porosz állam jelenkorát, a hangsúly már áttevődik az elidegenedés modernebb formáira,[…]” Ezen a ponton azonban még tömören összefoglalta a polgári társadalom vallási elidegenedésének lényegét:
„Vallásossá teszi a politikai állam tagjait az a dualizmus, amely az egyéni élet és az emberi nem élete, a polgári társadalom élete és a politikai élet között fennáll, vallásossá teszi az, hogy az ember a valóságos egyéniségéhez képest túlvilági állami élethez mint a maga igazi életéhez viszonyul, vallásossá annyiban, hogy a vallás itt a polgári társadalom szelleme, az ember embertől való elválásának és eltávolodásának kifejezése. Keresztény a politikai demokrácia annyiban, hogy benne az ember – nemcsak egy ember, hanem minden ember – szuverén, legfőbb lénynek számít, mégpedig az ember a maga kiműveletlen, társadalmiatlan megjelenésében, az ember a maga véletlen létezésében, az ember, úgy ahogy van, az ember, ahogy társadalmunk egész szervezete megrontotta, ahogy elvesztette, elidegenítette önmagát, ahogy ki van szolgáltatva embertelen viszonyok és elemek uralmának, egyszóval az ember, aki még nem valóságosan az emberi nem lénye. A kereszténység fantazmagóriája, álma, posztulátuma: az ember szuverenitása – de az embernek mint idegen, a valóságos embertől megkülönböztetett lénynek a szuverenitása – a demokráciában érzéki valóság, jelen, világi maxima.
A vallásos és teológiai tudat maga a kiteljesedett demokráciában annál is inkább vallásosnak, teológiainak tekinti magát, mert látszólag nincs politikai jelentősége, nincsenek földi céljai, mert a világot kerülő lelkület ügye, az értelmi korlátoltság kifejezője, az önkény és a fantázia terméke, mert valóban túlvilági élet. A kereszténység itt eléri egyetemes-vallási jelentőségének gyakorlati kifejezését azáltal, hogy a legkülönfélébb világszemléletet csoportosítja egymás mellé a kereszténység formájában, s még inkább azáltal, hogy már nem is a kereszténység követelését, hanem csak egyáltalában a vallás, valamilyen vallás követelését állítja mások elé (v. ö. Beaumont idézett írásával). A vallásos tudat dúskálhat a vallási ellentét és a vallási sokféleség gazdagságában.
Megmutattuk tehát: A vallás alól való politikai emancipáció meghagyja a vallást, ha nem is hagy meg semmilyen kiváltságos vallást. Az az ellentmondás, amelyben egy különös vallás híve van a maga állampolgár-voltával, csak egy része a politikai állam és a polgári társadalom közötti általános világi ellentmondásnak. A keresztény állam kiteljesedése az az állam, amely magát államnak vallja és elvonatkoztat tagjainak vallásától. Az államnak a vallás alól való emancipációja nem a valóságos embernek a vallás alól való emancipációja.”

### Az emberi és a polgári jogok
A továbbiakban Marx rátért az elidegenedés jogi formában való megjelenésére. Az ember és a polgár jogainak nyilatkozata (franciául Déclaration des droits de l’homme et du citoyen), 1791. és 1793. illetve Pennsylvania és New-Hampshire államok alkotmányainak példáján bemutatta a jog megkettőződését állampolgári és emberi jogokra. Marx értelmezésében az emberi jogok a közösségtől elvált, önző ember jogait jelentik, melyek fölött radikális bírálatot fogalmazott meg. A legfontosabb emberi jogok közül meghatározónak nyilvánította a magántulajdon jogát, s az egyenlőség, a szabadság, a biztonság jogát belőle származtatta:
„De hiszen a szabadság emberi joga nem az embernek az emberrel való kapcsolatán, hanem ellenkezőleg, az embernek az embertől való elkülönülésén alapul. A szabadság ennek az elkülönülésnek a joga, a korlátozott, önmagára korlátozott egyén joga.
A szabadság emberi jogának gyakorlati hasznosítása a magántulajdon emberi joga.
Miben áll a magántulajdon emberi joga?
Art. 16. (Const. de 1793): „Le droit de propriété est celui qui appartient á tout citoyen de jouir et de disposer à son gré de ses biens, de ses revenus, du fruit de son travail et de son industrie.”*
A magántulajdon emberi joga tehát a jog arra, hogy az ember tetszése szerint (à son gré), más emberekre való tekintet nélkül, a társadalomtól függetlenül, élvezze vagyonát és rendelkezzék vele, – az önzés joga. Ez az egyéni szabadság és e szabadságnak ekképp való hasznosítása az alapja a polgári társadalomnak. Ez az egyéni szabadság minden embert arra késztet, hogy a másik emberben szabadságának ne megvalósulását, hanem éppen korlátját lássa.”
Marx ezzel kíméletlen morális – ám nem moralizáló – ítéletet mondott a tőkés társadalom embertelen lényege fölött, amivel szemben kinyilvánította az elidegenedés megszüntetésének és az emberi emancipáció megvalósításának követelményét:
„Minden emancipáció az emberi világnak, a viszonyoknak visszavezetése magára az emberre.
A politikai emancipáció az ember redukálása egyrészt a polgári társadalom tagjára, az önző független egyénre, másrészt az állampolgárra, az erkölcsi személyre.
Csak ha a valóságos egyéni ember visszafogadja magába az absztrakt állampolgárt és, mint egyéni ember, a maga empirikus életében, a maga egyéni munkájában, a maga egyéni viszonyai között az emberi nem lényévé vált, csak ha az ember a maga „force propre-jait”** társadalmi erőkként ismerte fel és szervezte meg, s ennélfogva a társadalmi erőt nem választja el többé magától a politikai erő alakjában, csak akkor valósult meg az emberi emancipáció.”

### A „zsidóság” mint metafora
A tanulmány II. része az egyik legtöbbet idézett, vitatott és félreértett marxi szöveg lett utóélete során. Marx törekvése világos, hogy a zsidót mint a magántulajdonosi társadalom jellegzetes képviselőjét állítsa az olvasó elé. Az önzés, a haszonszerzés, a kufárkodás, a pénz imádata mint zsidó tulajdonságok jelennek meg, tehát a zsidóság fogalma elveszti különös szociológiai esetlegességeket hordozó tartalmát, s általános, metaforikus szintre emelkedik. A „zsidóság” mint tulajdonság, mint „gyakorlati zsidó szellem” így válik a „tőkésség” mint tulajdonság szinonimájává, tehát semmiképpen sem a „zsidók” vagy „tőkések” vulgáris, elferdítő értelmében. Amikor Marxot számos szerző antiszemitizmussal vádolja, a zsidóság interpretált fogalmába e tanulmány szellemétől, logikájától teljesen idegen, vulgáris, konkrét, szociologizáló olvasat nyomul előtérbe, tévesen.
„Megkíséreljük megtörni a kérdés teológikus beállítását. Az a kérdés, hogy képesek-e a zsidók az emancipálódásra, számunkra átváltozik azzá a kérdéssé, milyen különös társadalmi elemet kell leküzdeni, hogy a zsidóságot meg lehessen szüntetni? Mert a mai zsidónak az emancipálódásra való képessége a zsidóságnak a mai világ emancipációjához való viszonya. Ez a viszony szükségszerűen folyik a zsidóságnak a mai, leigázott világban elfoglalt különös helyzetéből.
Vizsgáljuk meg a valódi világi zsidót, nem a szombatzsidót, ahogy Bauer teszi, hanem a köznapi zsidót.
Ne a vallásában keressük a zsidó titkát, hanem a valódi zsidóban keressük meg a vallás titkát.
Mi a zsidóság világi alapja? A gyakorlati szükséglet, a haszonlesés.
Mi a zsidó világi kultusza? A kufárkodás. Mi a világi istene? A pénz.
Nos hát! A kufárkodás és a pénz, tehát a gyakorlati, reális zsidóság alól való emancipáció volna korunk önemancipációja.
A társadalomnak egy olyan organizációja, amely a kufárkodás előfeltételeit, tehát a kufárkodás lehetőségét megszüntetné, lehetetlenné tenné a zsidót. Vallásos tudata mint áporodott pára szertefoszlanék a társadalom valóságos éltető levegőjében. Másfelől: ha a zsidó ezt a gyakorlati lényegét semmisnek ismeri fel és megszüntetésén dolgozik, akkor, eddigi fejlődéséből kiemelkedve, egyszerűen az emberi emancipáción dolgozik, és szembefordul az emberi önelidegenülés legfőbb gyakorlati kifejezésével.
A zsidóságban tehát a jelen egy általános társadalomellenes elemét ismerjük fel, amely a történelmi fejlődés révén – melyben a zsidók e rossz vonatkozásban buzgón közreműködtek – mostani fokára érkezett, olyan fokra, amelyen szükségképpen fel kell bomlania.
A zsidóemancipáció végső jelentésében az emberiségnek a zsidóság alól való emancipációja.”
Amikor Marx arról írt, hogy a polgári társadalom elve, az önzés, s az azt megtestesítő zsidó mentalitás uralomra jutott, a polgári társadalom tőkés lényegét ragadta meg metaforikus formában. Ezt az átvitt értelmű logikát folytatta akkor is, amikor arra utalt, hogy a „keresztények zsidókká lettek”, azaz átvették a zsidó (értsd: tőkés) gyakorlati szellemet.
„A zsidó zsidó módon emancipálta magát, nemcsak azáltal, hogy elsajátította a pénzhatalmat, hanem azáltal, hogy a pénz az ő révén és őnélküle is világhatalommá, a gyakorlati zsidó szellem pedig a keresztény népek gyakorlati szellemévé vált. A zsidók annyiban emancipálták magukat, amennyiben a keresztények zsidókká lettek.”
Marx ezzel a tanulmányával fontos lépést tett a polgári társadalom gazdasági lényegének megfejtése felé. Mivel azonban még nem folytatott szisztematikus közgazdasági tanulmányokat a kérdései és a válaszai tükrözték előtanulmányai ez irányú hiányosságait. Marx terminológiája itt még filozófiai, teológiai, történelmi jellegű, ennek megfelel például az „önzés” eredetileg etikai kategóriájának használata, mely bár elvont módon, már gazdasági-jogi tartalommal telítődött. „Az önzés társadalmi világának bemutatása ezért Marxnál nem erkölcsi elítélés, moralizálás kérdése, hanem egy társadalmi állapot objektív leírása, átmenetileg ugyan még nem adekvát fogalmi apparátussal. A társadalmi atomizációnak ezt a világát a tulajdonviszonyokon alapuló öntörvényűségében vizsgálja és nem erkölcsi-mentális struktúrájában, ami abból is kitűnik majd, hogy felszámolását objektív struktúrájából, belső ellentmondásai feszítő erejéből és nem pedig az emberi nem erkölcsi javulásából, neveléséből stb. vezeti le.” – állapítja meg Ágh Attila. A zsidó tehát a polgári társadalom zsidó-voltának, azaz tőkés lényegének tipikus képviselőjeként jelenik meg, de még metaforikus kétértelműséggel terhelten.
„A zsidó, aki különös tagként áll a polgári társadalomban, csak a polgári társadalom zsidó-voltának különös megjelenése.
A zsidóság nem a történelem ellenére, hanem a történelem révén tartotta fenn magát.
A polgári társadalom a saját bensejéből szüli folyton a zsidót.
Mi volt önmagában véve a zsidó vallás alapja? A gyakorlati szükséglet, az önzés.
A zsidók egyistenhivése tehát a valóságban a sok szükséglet sokistenhivése, olyan sokistenhivés, amely az árnyékszéket is az isteni törvény tárgyává teszi. A gyakorlati szükséglet, az önzés a polgári társadalom elve és tisztán mint ilyen lép elő, mihelyt a polgári társadalom teljesen létrehozta méhéből a politikai államot. A gyakorlati szükséglet és a haszonlesés istene a pénz.”
Marx a továbbiakban a pénznek az elidegenedésben betöltött központi szerepét jelzésszerűen érintette, anélkül, hogy mélyebb elemzésébe belement volna. A pénz mindent korlátot ledöntő fétis funkciójának körvonalazása fontos előképe lett későbbi tőke- és árufetisizmus elméletének.
„A pénz Izrael féltőn szerető istene, aki előtt nem lehet más isten. A pénz az ember valamennyi istenét lealacsonyítja – és áruvá változtatja. A pénz minden dolgok általános, önmagáért konstituált értéke. Ezért megfosztotta az egész világot, az ember világát éppen úgy, mint a természetet, sajátságos értékétől. A pénz az ember munkájának és létezésének tőle elidegenült lényege, és ez az idegen lényeg uralkodik rajta, s ő imádja azt.”
„A zsidóság a tetőpontját a polgári társadalom kiteljesedésével éri el; a polgári társadalom azonban csak a keresztény világban teljesedik ki. Csak a kereszténység uralma alatt, amely minden nemzeti, természetes, erkölcsi és elméleti viszonyt külsőlegessé tesz az ember számára, válhatott el teljesen a polgári társadalom az állami élettől, téphette szét az ember összes emberi nemi kötelékeit, tehette az önzést, a haszonleső szükségletet ezen emberi nemi kötelékek helyébe, bonthatta fel az emberi világot atomisztikus, egymással ellenségesen szembenálló egyének világára.
A kereszténység a zsidóságból fakadt. Ismét a zsidóságba bomlott fel.
A keresztény kezdettől fogva a teoretizáló zsidó volt, ezért a zsidó a gyakorlati keresztény, s a gyakorlati keresztény ismét zsidóvá lett.
A kereszténység a reális zsidóságot csak látszatra küzdötte le. Túlságosan előkelő, túlságosan spiritualisztikus volt ahhoz, hogy a gyakorlati szükséglet nyerseségét másként küszöbölje ki, mint úgy, hogy a kék égbe emelte fel.
A kereszténység a zsidóság kifinomodott gondolata, a zsidóság a kereszténység közönséges hasznosítása, de ez a hasznosítás csak akkor válhatott általánossá, miután a kereszténység mint a kész vallás elméletileg kiteljesítette az embernek magától és a természettől való önelidegenülését.
Csak ekkor juthatott a zsidóság általános uralomra, és tehette a külsővé, idegenné vált [entäussert] embert, a külsővé, idegenné vált természetet elidegeníthető [veräusserlich], eladható, az önző szükséglet szolgaságába, a kufárkodásba süllyedt tárgyakká.
Az elidegenítés a külsővé, idegenné tevés gyakorlata. Ahogy az ember, ameddig a vallás foglya, csak úgy tudja saját lényét tárgyiasítani, hogy idegen fantasztikus lénnyé teszi, úgy az önző szükséglet uralma alatt csak úgy tevékenykedhetik gyakorlatilag, csak úgy hozhat létre gyakorlatilag tárgyakat, ha termékeit éppúgy, mint tevékenységét egy idegen lény uralma alá helyezi és nekik egy idegen lény – a pénz – jelentését tulajdonítja.
A keresztény üdvözülési önzés a maga kiteljesedett gyakorlatában szükségképpen a zsidó testi önzésébe csap át, a mennyei szükséglet a földibe, a szubjektivizmus a haszonlesésbe. Mi a zsidó szívósságát nem vallásából magyarázzuk, hanem inkább vallása emberi alapjából, a gyakorlati szükségletből, az önzésből.
Mivel a zsidó reális lényege a polgári társadalomban általánosan megvalósult, világiasult, ezért a polgári társadalom nem győzhette meg a zsidót vallási lényegének – amely nem egyéb a gyakorlati szükséglet eszményi szemléleténél – nem-valóságosságáról. Tehát nemcsak a Mózes öt könyvében vagy a Talmudban, a mai társadalomban is megtaláljuk a mai zsidó lényegét, nem mint absztrakt, hanem mint nagyon is empirikus lényeget, nemcsak mint a zsidó korlátoltságát, hanem mint a társadalom zsidó korlátoltságát.
Mihelyt a társadalomnak sikerül a zsidóság empirikus lényegét, a kufárkodást és előfeltételeit megszüntetni, a zsidó lehetetlenné vált, mert tudatának nincs többé tárgya, mert a zsidóság szubjektív bázisa, a gyakorlati szükséglet emberiesült, mert az ember egyéni érzéki létezése és emberi nemi létezése közti konfliktus megszűnt.
A zsidó társadalmi emancipációja a társadalomnak a zsidóság alól való emancipációja.’’
Tehát Marx ebben a művében elvont, metaforikus formában mondta ki az emberi nembeliséget nélkülöző, elidegenült társadalom megszüntetésének szükségességét.

## Jelentősége
Marx kritikája a polgári társadalmat illetően radikálisabbá vált. Bírálta a politikai emancipáció korlátozottságát, a magántulajdonosi rendszerből származó elidegenedést, amivel szembe állította az emberi emancipáció társadalmát, mely megszünteti az embertelen, elidegenedett viszonyokat, s lehetővé teszi az emberi nembeliség megvalósulását. E műve fontos láncszemet képvisel a forradalmi demokratizmusról a kommunizmusra, az idealizmusról a materializmusra való áttérése tekintetében, illetve fontos adalékul szolgál fejlődésének rekonstruálásához.

## Magyarul
- A zsidókérdés; ford. Frank László; Bécsi Magyar kiadó, Bécs, 1921 (Barna könyvek)
- A zsidókérdés; előszó Újvári László, Újvári Imre, tan. Franz Mehring; Phőnix, Bp., 1934
- A zsidókérdéshez; in: Karl Marx és Friedrich Engels művei 1. 1839-1844; Kossuth, Bp., 1957

## Külső hivatkozások
- Karl Marx: Zur Judenfrage (német nyelven). mlwerke.de, 1843 (Hozzáférés: 2014. április 30.)

- Karl Marx: On The Jewish Question (angol nyelven). MIA, 1844 (Hozzáférés: 2014. április 30.)